# Eutheiini

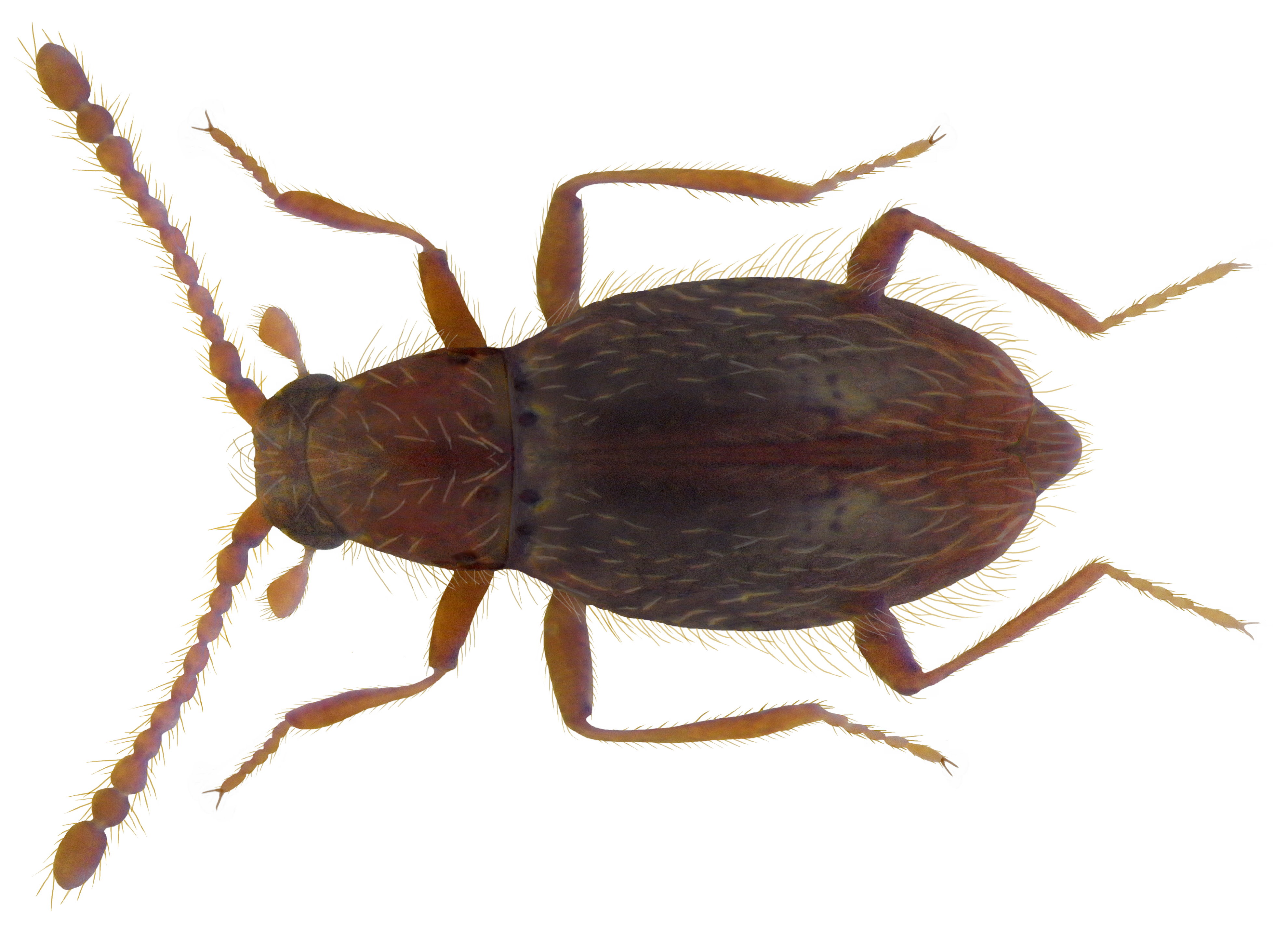
Euthiconus conicicollis

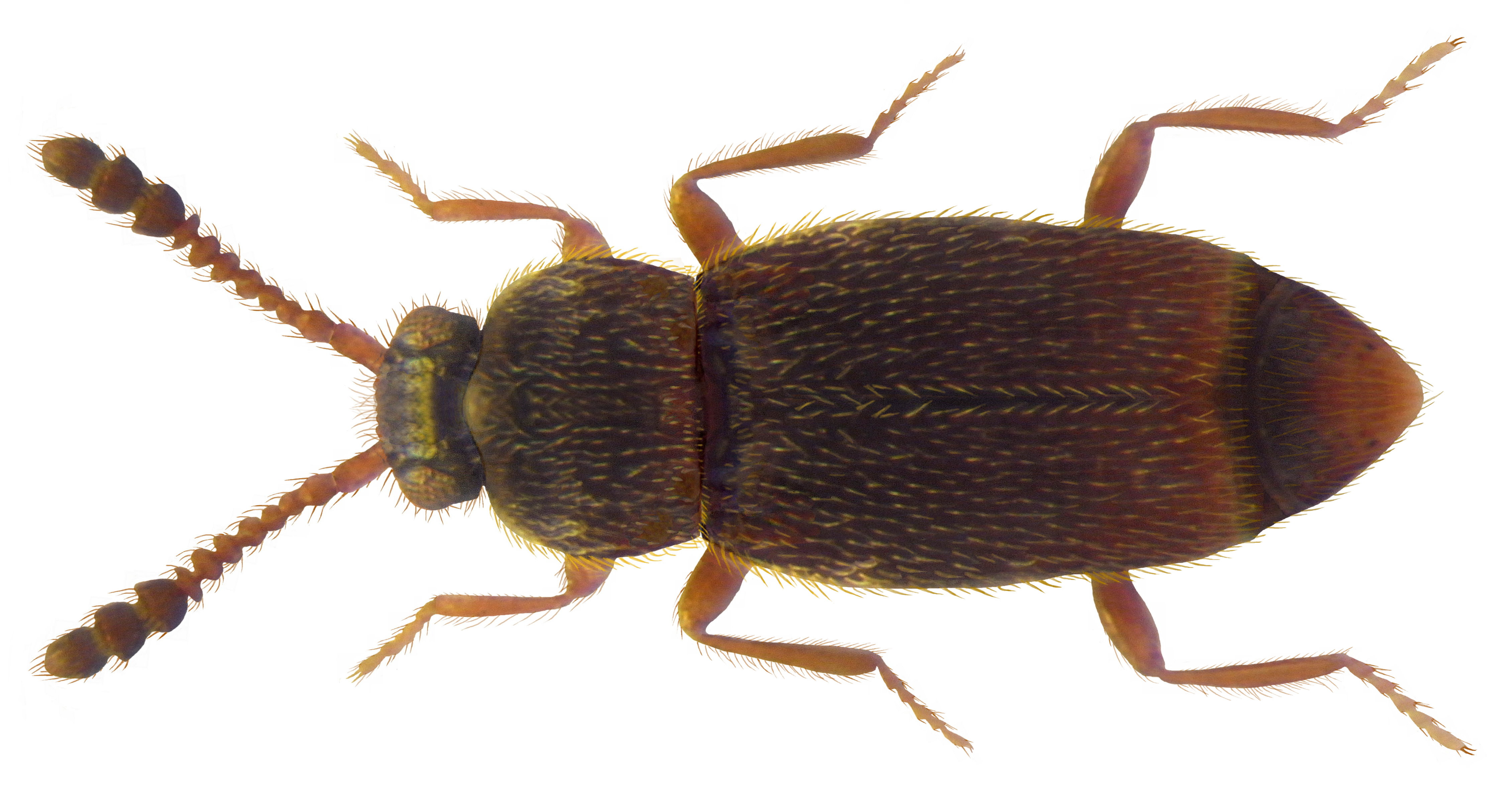
Samica Euthia linearis

Eutheiini – plemię chrząszczy z rodziny kusakowatych i podrodziny balinków.

## Morfologia
Chrząszcze drobnych rozmiarów. Aparat gębowy jest pozbawiony przylg na wardze dolnej. Spód przedtułowia ma wykształcone szwy notosternalne oddzielające hypomery od przedpiersia. Panewki bioder środkowej pary odznaczają się tylnymi krawędziami pozbawionymi żeberek. Widełki sternalne zatułowia mają ramiona o szeroko rozstawionych podstawach. Odwłok samca cechuje się brakiem długich apofiz bocznych na dziewiątym tergicie. Genitalia samicy pozbawione są zesklerotyzowanej spermateki.

## Rozprzestrzenienie
Przedstawiciele plemienia występują głównie na półkuli północnej, ale sięgają na południe do Afryki Południowej, Madagaskaru i innych wysp Oceanu Indyjskiego, krainy australijskiej, Oceanii i północnej Ameryki Południowej.

## Taksonomia i ewolucja
Plemię to wprowadzone zostało w 1897 roku przez Thomasa Lincolna Caseya na łamach „Annals of the New York Academy of Science”. W tej samej publikacji autor ów wprowadził plemię Ascydmini, które zsynonimizowane zostało z omawianym taksonem w 1999 roku przez Seana T. O’Keefe’a.
Do plemienia należy osiem rodzajów:
- †Archeutheia Jałoszyński et Peris, 2016
- Eutheia Stephens, 1830
- Euthiconus Reitter, 1881
- Euthiopsis Müller, 1925
- Paeneutheia Jałoszyński, 2003
- Paraneseuthia Franz, 1986
- Veraphis Casey, 1897
- †Vertheia Jałoszyński et Perkovsky, 2016

Zapis kopalny omawianego taksonu sięga kredy.
Według wyników analizy filogenetycznej Pawła Jałoszyńskiego z 2013 roku plemię to zajmuje pozycję siostrzaną dla kladu obejmującego plemiona Marcepaniini i Cephenniini. Wszystkie te trzy plemiona formują nadplemię Cephenniitae o dobrze wspartym monofiletyzmie. Monofiletyzm samych Eutheiini uzyskał natomiast słabe wsparcie.